# Бугунський сільський округ (Ордабасинський район)
Бугу́нський сільський округ (каз. Бөген ауылдық округі, рос. Бугунский сельский округ) — адміністративна одиниця у складі Ордабасинського району Туркестанської області Казахстану. Адміністративний центр — село Бугунь.
Населення — 3289 осіб (2021; 4315 у 2009, 4055 у 1999, 4295 у 1989).
Станом на 1989 рік існувала Бугунська сільська рада (села Бугунь, Кемер) у складі Ариського району.

## Склад
До складу округу входять такі населені пункти:
| Населений пункт | Колишні назви | Населення, осіб (1989) | Населення, осіб (1999) | Населення, осіб (2009) | Населення, осіб (2021) |
| --------------- | ------------- | ---------------------- | ---------------------- | ---------------------- | ---------------------- |
| Бугунь, село    | -             | 4196                   | 3752                   | 4117                   | 3168                   |
| Кемер, село     | -             | 99                     | 303                    | 198                    | 121                    |